# Arthur Besse
Arthur Besse est un pseudonyme choisi par un groupe de mathématiciens, pour la plupart français, en géométrie différentielle, dirigé par Marcel Berger. Des monographies ont été éditées sous ce nom.

## Naissance et vie d'Arthur Besse
Arthur Besse est né en 1975 à Besse-Saint-Anastaise, à l'occasion d'un colloque sur les
variétés dont les géodésiques sont toutes fermées.
Marcel Berger proposa alors aux membres de son équipe d'écrire un livre sur le sujet (voir référence ci-dessous).
Le type de colloque qui venait d'avoir lieu étant appelé Table Ronde par le CNRS, le pseudonyme du collectif
était tout trouvé.
Bien qu'étant un groupe de mathématiciens, Arthur Besse a peu de points communs avec
Nicolas Bourbaki (sinon le goût de se réunir pour travailler dans des lieux tranquilles
et plaisants) : sans être publique, sa composition n'est pas secrète, et il a toujours gardé son
tropisme pour la géométrie.

## Publications
En français et anglais (actes de colloques édités par A. Besse ou certains membres du groupe) :
- Géométrie riemannienne en dimension 4. Actes du séminaire Arthur Besse tenu à l'université de Paris VII, 1978/1979. Édité par Lionel Bérard-Bergery, Marcel Berger et Christian Houzel, coll. « Textes mathématiques », vol. 4, CEDIC, Paris, 1981 (traduit en russe par G. B. Shabat et éditée par A. N. Tyurin, Mir, Moscou, 1985)
- Actes de la table ronde de géométrie différentielle en l'honneur de Marcel Berger, tenue à Luminy, en juillet 1992. Édité par Arthur L. Besse. Séminaires et Congrès, 1. Société mathématique de France, Paris ; diffusé aussi par l'American Mathematical Society, Providence, RI, 1996.

En anglais :
- Arthur L. Besse, Manifolds all of whose Geodesics are Closed. Avec des appendices de D. B. A. Epstein, J.-P. Bourguignon, L. Bérard-Bergery, M. Berger et J. L. Kazdan, coll. « Ergebnisse der Mathematik und ihrer Grenzgebiete » (2), vol. 93, Springer-Verlag, Berlin-New York, 1978 (traduit en russe par Yu. S. Osipov, I. D. Novikov et Yu. P. Solovʹev et édité par Vladimir Mikhaĭlovich Alekseev, Mir, 1981)
- Arthur L. Besse, Einstein Manifolds, coll. « Ergebnisse der Mathematik und ihrer Grenzgebiete » (3), vol. 10, Springer-Verlag, Berlin, 1987. Réédité dans « Classics in Mathematics », Springer-Verlag, Berlin, 2008 (traduit en russe, Mir, 1990)
- Arthur L. Besse, « Duration and Change », dans Some Trends in Riemannian Geometry, Berlin, Springer, 1994, p. 71-105